# تروستبرغ
تروتسبرغ (بالألمانية: Trostberg) هي بلدة ألمانية تقع في ألمانيا في تراونشتاين. يقدر عدد سكانها بـ 11,701 نسمة .

## أعلام
- روت ريمان
- ماركوس ريتيربيرجير
- ماتياس زيمارمان
- كريستوفر كاس